# Vasile Oprea
Vasile Oprea, född den 3 mars 1957 i Bukarest, Rumänien, är en rumänsk handbollsspelare.
Han tog OS-brons i herrarnas turnering i samband med de olympiska handbollstävlingarna 1984 i Los Angeles.